# Atirador de cauda

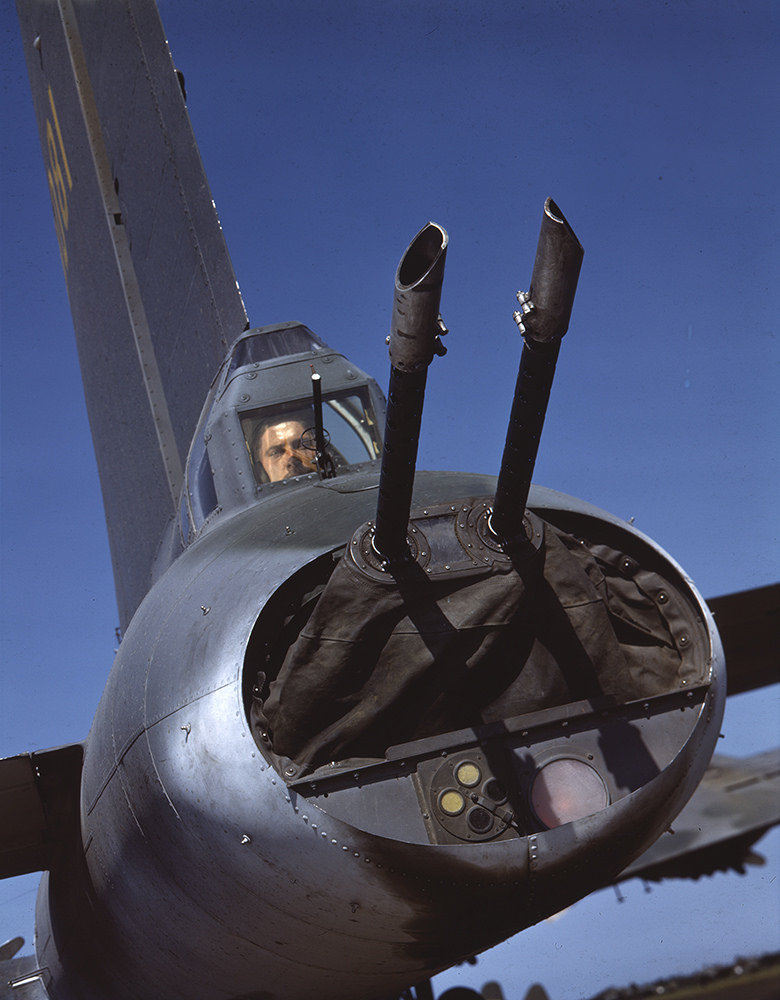
Atirador de cauda de um Boeing B-17 Flying Fortress em 1943

Um atirador de cauda é um membro da tripulação de uma aeronave, responsável pela manuseamento de uma metralhadora, posicionada na parte traseira da fuselagem. O seu objectivo é proteger a retaguarda da aeronave de um possível ataque de uma aeronave inimiga. Esta posição pode ser ocupada por um membro da tripulação que opera directamente com a arma ou pode ser uma arma controlada remotamente por um tripulante que fisicamente se encontre noutro local da fuselagem.
Esta posição defensiva foi usada ao longo da história principalmente em bombardeiros.